# Háromszék

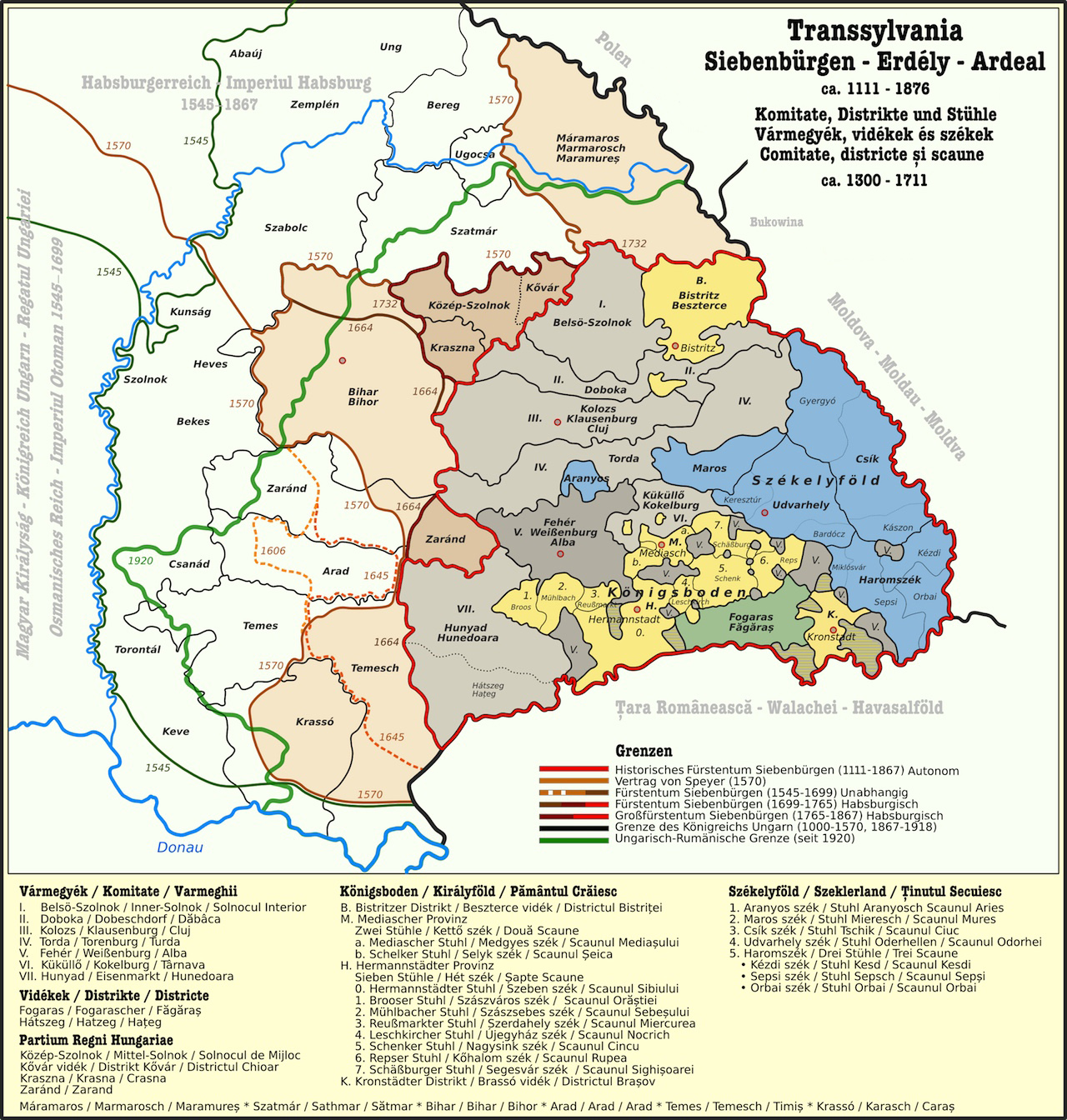
Háromszék (südöstlich in blau) auf einer Karte Siebenbürgens

Háromszék war eine Verwaltungseinheit (Stuhl, ungarisch Szék) der Székler im östlichen Zentrum Siebenbürgens. Verwaltungssitz war Sepsiszentgyörgy.
Sie wurde 1876 im Zuge der Komitatsreform in das Komitat Háromszék eingegliedert.

## Beschreibung
Háromszék lag im Südosten des Szeklerlands und grenzte im Norden an Csíkszék und Udvarhelyszék, im Osten und Süden zuletzt an das Fürstentum Rumänien (zuvor an Moldau und die Walachei) sowie im Westen an Exklaven des Komitats Felső-Fehér und an den Bistritzer Distrikt.
Der Stuhl hatte 1870 95.340 Einwohner. Es bestand folgende Verwaltungsgliederung:
| Stuhlbezirk        | Verwaltungssitz                                          |
| ------------------ | -------------------------------------------------------- |
| Bezirk Kézdi alsó  | Hatolyka (heute Hătuica, Gemeinde Catalina)              |
| Bezirk Kézdi felső | Feltorja (heute Turia de Sus, Gemeinde Turia)            |
| Bezirk Miklósvár   | Nagyajta (heute Aita Mare)                               |
| Bezirk Orba        | Cófalva (heute Țufalău, Gemeinde Boroșneu Mare)          |
| Bezirk Sepsi alsó  | Kilyén (heute Teil von Sfântu Gheorghe)                  |
| Bezirk Sepsi felső | Kisborosnyó (heute Boroșneu Mic, Gemeinde Boroșneu Mare) |